# La tribu (programa de televisión)
La tribu era un talk show de televisión producido por Gestmusic Endemol y la cadena española Telecinco, que lo emitió entre el 17 de abril y el 26 de mayo de 2009. Estaba presentado por Javier Sardá y dirigido por Javier Sardà y Jordi Roca.
El programa se estrenó originalmente en el prime time de los viernes. Después de tres emisiones con una audiencia inferior a la media de Telecinco, la cadena movió el espacio al late night del martes. A pesar de registrar un progresivo incremento de audiencia en esta nueva franja, apenas un mes después Telecinco anunció la retirada del programa por no haber cumplido las expectativas que ambas partes compartían al iniciar este proyecto.

## Equipo
La tribu era un programa presentando por Javier Sardà y contó con un equipo de colaboradores formado por Carlos Latre, Boris Izaguirre, Màrius Carol, El Sevilla, Santiago Segura, Nicolás Vallejo Nájera, José Antonio Labordeta, Pilar Rahola y Tío Fredo. Mercedes Milá abandonó el programa tras dos emisiones.

## Audiencias
En su primera emisión, el 17 de abril de 2009, registró una audiencia media de 2.304.000 espectadores, con un share del 14,9%. La cuota cayó al 9,3% en su segunda entrega, un registro inferior a la media de la cadena (14,6% en abril de 2009).
El espacio mejoró estos registros tras ser trasladado al late night de los martes, llegando a ser líder de audiencia en su franja horaria, con un 14,4% de cuota, justo antes de ser retirado.